# 2016년 인도 동북부 지진
2016년 인도 동북부 지진(힌디어: २०१६ उत्तर-पूर्व भारत भूकम्प)은 2016년 1월 4일 IST 오전 4시 35분(UTC 23:05) 인도 마니푸르 주 임팔 서쪽 29km에서 발생한 최대 진도 VII의 지진이다. 최소 11명이 사망하고 200명 이상이 부상을 입었으며 건물 90여만채가 붕괴되었다. 이 지진은 방글라데시에서도 강하게 느낄 수 있었다.
이 지진에 대해, 나렌드라 모디 총리는 피해 상황을 조사하도록 지시했다.

## 사상자
| 국가       | 사망자 | 부상자 | 출처  |
| ---------- | ------ | ------ | ----- |
| 인도       | 6명    | 200명  | [ 3 ] |
| 방글라데시 | 5명    | 200명  | [ 3 ] |
| 합계       | 11명   | 200명  |       |

## 반응
- 인도 - 나렌드라 모디 인도 총리는 내무장관 라지나트 싱에게 지진 상황을 듣고 임팔 주에 재난대응군을 파견했다.[6]

## 같이 보기
- 인도 판
- 2016년 지진
- 스러스트 구조론